# Enacrosoma frenca
Enacrosoma frenca là một loài nhện trong họ Araneidae.
Loài này thuộc chi Enacrosoma. Enacrosoma frenca được Herbert Walter Levi miêu tả năm 1996.